# Oreopanax dactylifolius
Oreopanax dactylifolius är en araliaväxtart som beskrevs av Thomas Moore. Oreopanax dactylifolius ingår i släktet Oreopanax och familjen Araliaceae. Inga underarter finns listade.